# Marcelo Ramos
Marcelo Ramos (sinh ngày 25 tháng 6 năm 1973) là một cầu thủ bóng đá người Brasil.

## Sự nghiệp câu lạc bộ
Marcelo Ramos đã từng chơi cho Nagoya Grampus Eight và Sanfrecce Hiroshima.

## Thống kê câu lạc bộ

### J.League
| Đội                  | Năm       | J.League | J.League | J.League Cup | J.League Cup | Tổng cộng | Tổng cộng |
| Đội                  | Năm       | Trận     | Bàn      | Trận         | Bàn          | Trận      | Bàn       |
| -------------------- | --------- | -------- | -------- | ------------ | ------------ | --------- | --------- |
| Nagoya Grampus Eight | 2001      | 13       | 3        | 3            | 0            | 16        | 3         |
| Nagoya Grampus Eight | 2002      | 7        | 3        | 4            | 3            | 11        | 6         |
| Sanfrecce Hiroshima  | 2003      | 32       | 14       | -            | -            | 32        | 14        |
| Tổng cộng            | Tổng cộng | 52       | 20       | 7            | 3            | 59        | 23        |